# Opisthoxia fosteri
Opisthoxia fosteri är en fjärilsart som beskrevs av W. Warren 1909. Opisthoxia fosteri ingår i släktet Opisthoxia och familjen mätare. Inga underarter finns listade i Catalogue of Life.